# Boutaiba Sghir
Boutaiba Sghir (Chaabat El Leham, Argelia, 4 de junio de 1945) es un cantante y compositor argelino.

## Biografía
En 1963, lanzó su primer single, a los 18 años- En 1963, dio su primer concierto. Su primer éxito llegó en 1968 con el sencillo El Caoucaou. Luego fue violinista de la orquesta de la radio de Orán desde 1967 hasta 1969.
Como muchos artistas raï de su generación, comenzó su carrera a finales de los años 60. Boutaiba Sghir inspira muchos cantantes como Cheb Khaled.
La música raï fue prohibida en todos los medios de comunicación en Argelia durante los años 70, razón por la cual no hay videos de los cantantes de raï argelinos en la televisión argelina o en los archivos durante la década de los setenta.
En septiembre de 2010, Boutaiba Sghir fue invitado a París por Cheb Khaled con Maurice El Medioni, Cheb Sahraoui y Chaba Zahouania para un concierto en homenaje a Oran, titulado Oran Café.

## Canciones
| Año  | Canción                | Álbum            |
| ---- | ---------------------- | ---------------- |
| 2012 | Ha rayi                | Ha rayi          |
| 2010 | Maleh                  | Boutaïba         |
| 2010 | Internet Mix           | Boutaïba         |
| 2010 | Frites                 | Boutaïba         |
| 2008 | El fermlia             | El fermlia       |
| 2015 | Libgha chbah           | El hamam         |
| 2013 | Omri ana               | Almouk tsahri    |
| 2013 | Almouk tsahri          | Almouk tsahri    |
| 2008 | Dayha oulabes          | Dayha oulabes    |
| 2010 | Mezianha               | Boutaïba         |
| 2013 | Mene n'ti ma jani noum | Almouk tsahri    |
| 2013 | Ya raiy ya lahbab      | Almouk tsahri    |
| 2012 | Ya zghida              | Ya zghida        |
| 2013 | Hakma                  | Goultelha allo   |
| 2013 | La zhar la mimoune     | Almouk tsahri    |
| 2008 | Nemch nzour            | Almouk tsahri    |
| 2010 | Ya dbayli yana         | Bnadem ouach fih |
| 2013 | Internet               | Boutaïba         |
| 2013 | Sidi Rebbi             | Sidi Rebbi       |
| 2012 | Hajrouli               | Boutaïba         |
| 2010 | Menek 100              | Boutaïba         |
| 2010 | Boutaïba               | Boutaïba         |
| 2015 | Bnadem ouach fih       | Bnadem ouach fih |
| 2010 | Hak Kachak             | Boutaïba         |
| 2010 | Mchit nakhtab          | Boutaïba         |
| 2010 | Kanet Hakma            | Boutaïba         |
| 2013 | Hajrouli j'nouni       | Hajrouli j'nouni |
| 2006 | Raba Raba              | Sun Raï, Vol. 3  |
| 2010 | Ya Oumi                | Boutaïba         |
| 2010 | Kahl El Ain            | Boutaïba         |
| 2015 | Fermlia                | Goultelha allo   |
| 2010 | Dendana                | Boutaïba         |
| 2012 | Ha rayi                | Ha rayi          |
| 2010 | Maleh                  | Boutaïba         |
| 2010 | Internet Mix           | Boutaïba         |